# Uriel (poema)

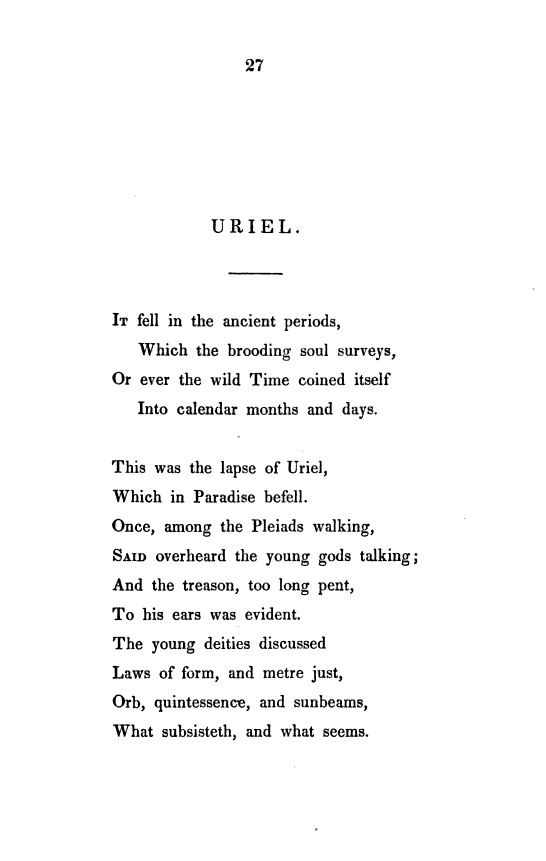
La primera página de «Uriel» en Poems (1847).

«Uriel» es un poema de Ralph Waldo Emerson escrito en 1846.

## Resumen
El poema, que describe el «lapsus» de Uriel, se considera como un «resumen poético de muchas corrientes de pensamiento en la filosofía temprana de Emerson»: «Once, among the Pleiads walking, Said overheard the young gods talking; And the treason, too long pent, To his ears was evident. The young deities discussed, Laws of form, and metre just, Orb, quintessence, and sunbeams.»
Uriel es el líder de los jóvenes especuladores, quien con «tono bajo» y «ojo penetrante» predica contra la presencia de líneas en la naturaleza, introduciendo así la idea del progreso y el eterno retorno. Un estremecimiento en todo el cielo ante estas palabras, y «todo se deslizó a la confusión».
Steven E. Whicher ha especulado que el poema es autobiográfico, inspirado por la conmoción de Emerson por la recepción desfavorable del «Discurso a la facultad de teología».
En cambio, F. O. Matthiessen se centró en el contenido filosófico del poema, argumentando que «el conflicto entre la doctrina angélica de la “línea” y la doctrina de Uriel del “círculo” es idéntico a la antítesis de “comprensión” y “razón” que, bajo diferentes aspectos, fue la carga de la mayoría de los primeros ensayos de Emerson». El tema de líneas y círculos también ha sido comentado por Sherman Paul (pp. 18–23 para líneas y pp. 98–102 para círculos).
Robert Frost consideró a «Uriel» «el mejor poema occidental hasta ahora» en su ensayo On Emerson. También lo aludió en A Masque of Reason y Build Soil.

## Poema
| Texto en inglés |

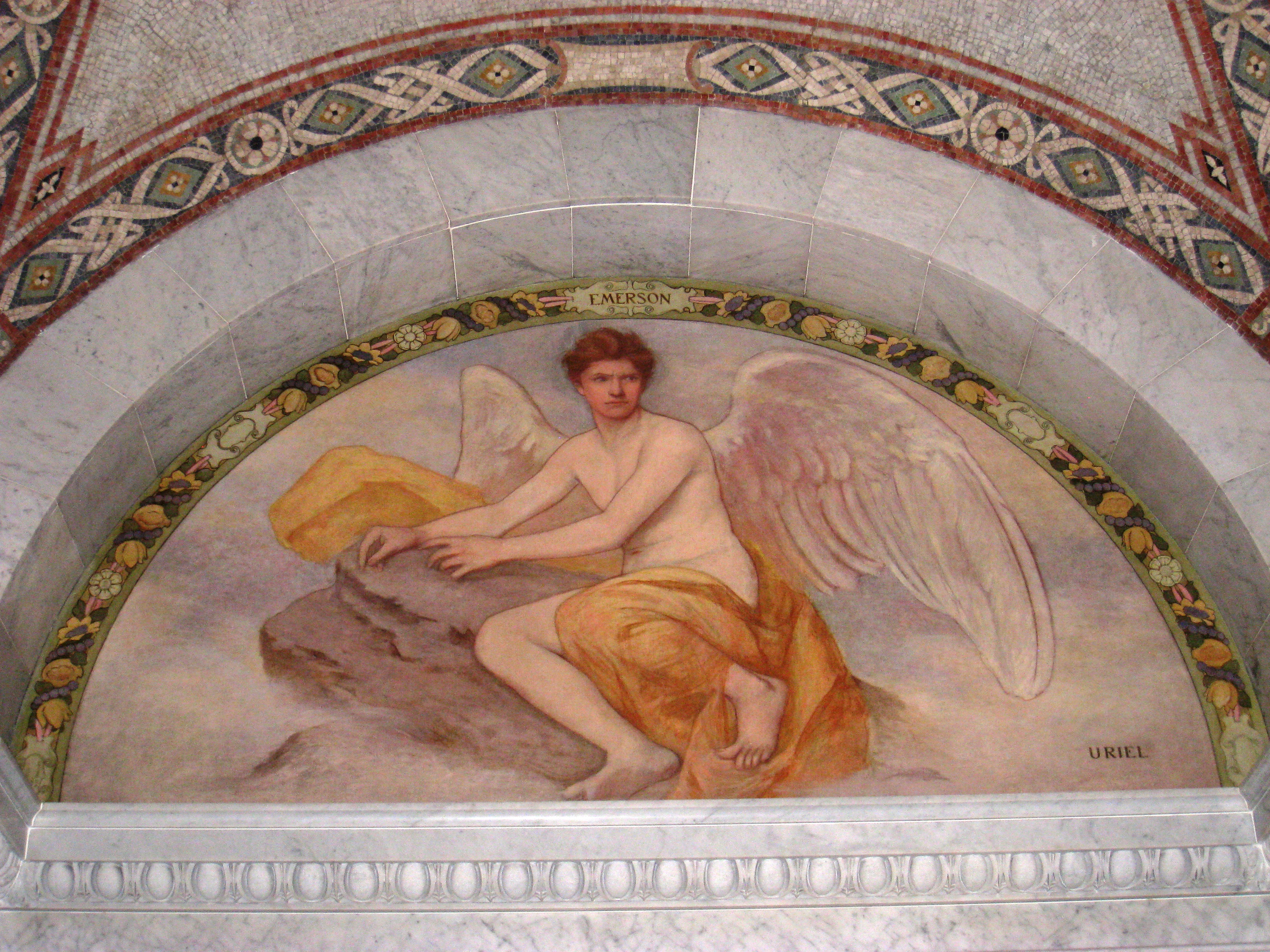
Uriel, uno de los murales de la serie «Lyric Poetry» de en, en el Thomas Jefferson Building, inspirado por el poema de Emerson.

| It fell in the ancient periods, Which the brooding soul surveys, Or ever the wild Time coined itself Into calendar months and days. This was the lapse of Uriel, Which in Paradise befell. Once, among the Pleiads walking, Said overheard the young gods talking; And the treason, too long pent, To his ears was evident. The young deities discussed Laws of form, and metre just, Orb, quintessence, and sunbeams, What subsisteth, and what seems. One, with low tones that decide, And doubt and reverend use defied, With a look that solved the sphere, And stirred the devils everywhere, Gave his sentiment divine Against the being of a line. ‘Line in nature is not found; Unit and universe are round; In vain produced, all rays return; Evil will bless, and ice will burn.’ As Uriel spoke with piercing eye, A shudder ran around the sky; The stern old war-gods shook their heads; The seraphs frowned from myrtle-beds; Seemed to the holy festival The rash word boded ill to all; The balance-beam of Fate was bent; The bounds of good and ill were rent; Strong Hades could not keep his own, But all slid to confusion. A sad self-knowledge, withering, fell On the beauty of Uriel; In heaven once eminent, the god Withdrew, that hour, into his cloud; Whether doomed to long gyration In the sea of generation, Or by knowledge grown too bright To hit the nerve of feebler sight. Straightway, a forgetting wind Stole over the celestial kind, And their lips the secret kept, If in ashes the fire-seed slept. But now and then, truth-speaking things Shamed the angels’ veiling wings; And, shrilling from the solar course, Or from fruit of chemic force, Procession of a soul in matter, Or the speeding change of water, Or out of the good of evil born, Came Uriel’s voice of cherub scorn, And a blush tinged the upper sky, And the gods shook, they knew not why. |